# Герб Саратовской области
Герб Саратовской области — официальный символ Саратовской области Российской Федерации, утверждён 5 сентября 1996 года, описание герба изменено законом от 28 мая 2001 года. Герб внесён в Государственный геральдический регистр Российской Федерации под регистрационным номером 850. 

## Описание и обоснование символики
Геральдическое описание (блазон) гласит:
Герб Саратовской области представляет собой лазоревый (синий, голубой) щит с тремя серебряными стерлядями, сходящимися в вилообразный крест, увенчанный золотой земельной короной, подбитой лазурью (с пятью видимыми острыми зубцами, из которых три — на передней стороне обруча, два — на задней стороне)
В отличие от городского герба, нижняя стерлядь обращена брюхом в геральдически правую сторону. На флаге области герб изображается «в окружении золотого декоративного венка из дубовых, лавровых ветвей и колосьев, соединенных золотой лентой». В Регистр герб внесён в своей «малой» форме, без венка.
Авторы реконструкции герба: художник-график В.Н. Ионов, краевед Ю.А. Сафронов, представитель губернатора в саратовской облдуме С.К. Тимошин.

## История
Герб Саратовской губернии, на котором основан герб области, высочайше утверждён 5 июля 1878 года: 
В лазуревом щите, три серебряные стерляди, помещённые в виде вилообразного креста. Щит увенчан Императорскою короною и окружён золотыми дубовыми листьями, соединёнными Андреевскою лентою».

### Советское время
После упразднения монархии в 1917 году на некоторых бумагах данный герб губернии изображался лишённым короны. В ноябре-декабре 1917 года по заказу Саратовского губернского исполкома был изготовлен герб-эмблема исполкома, который 19 декабря был установлен над входом в здание исполкома. К работе были привлечены директор рисовального училища Петр Боев, специалист по геральдике Николай Колоярский и мастер аппликатор Мария Ястребова. Данный герб является первым советским городским гербом с эмблемой «серп и молот».  
5 декабря 1936 года была принята Конституция СССР, согласно которой была образована Саратовская область, в советское время не имевшая герба. 6 сентября 1996 года постановлением №710 губернатора Саратовской области Д.Ф. Аяцкова был обнародован закон Саратовской области «О гербе и флаге Саратовской области», принятый 5 сентября 1996 года Саратовской областной Думой. Согласно закону герб области «представляет собой лазуревый щит с отношением ширины к высоте 8:9, на котором помещены три серебряные стерляди в виде вилообразного креста. Щит окружен дубовыми золотыми листьями, соединёнными Андреевской (синей) лентой». 28 мая 2001 года принят закон, изменивший описание герба на нынешнее. 
- Герб Саратовской области, 1996-2001 годов
- Изображение герба Саратовской области на флаге Саратовской области с 2001 года